# Fannia oregonensis
Fannia oregonensis är en tvåvingeart som beskrevs av Chillcott 1961. Fannia oregonensis ingår i släktet Fannia och familjen takdansflugor. Inga underarter finns listade i Catalogue of Life.